# مونية بوركيك
مونية بوركيك (ولدت في 21 يناير 1975) لاعبة تايكوندو مغربية، شاركت في الألعاب الأولمبية الصيفية 2000 في سيدني، حيث احتلت المركز الخامس، وفي الألعاب الأولمبية الصيفية 2004 في أثينا، حيث احتلت المركز الحادي عشر. فازت بميداليات في بطولة العالم في عام 1997 وفي عام 2003.

## روابط خارجية
- مونية بوركيك على موقع TaekwondoData.com (الإنجليزية)
- مونية بوركيك على موقع اللجنة الأولمبية الدولية (الإنجليزية)
- مونية بوركيك على موقع أوليمبيديا (الإنجليزية)